# Marolles-en-Brie (Val-de-Marne)
Marolles-en-Brie település Franciaországban, Val-de-Marne megyében. Lakosainak száma 4685 fő (2022. január 1.). Marolles-en-Brie Sucy-en-Brie, Boissy-Saint-Léger, Santeny és Villecresnes községekkel határos.

## Népesség
A település népességének változása:
| Lakosok száma | 4806 | 4772 | 4954 | 4847 | 4839 | 4783 | 4737 | 4689 | 4685 |
|               | 2013 | 2015 | 2016 | 2017 | 2018 | 2019 | 2020 | 2021 | 2022 |